# Кит (тайфун)
Тайфун Кит (англ. Typhoon Keith, международное обозначение: 9725, обозначение JTWC: 29W) — десятый супертайфун из 11 супертайфунов рекордного сезона тихоокеанских тайфунов 1997 года. Этот тропический циклон образовался из экваториальной области низкого давления 26 октября. Через два дня постепенного развития, 30 октября, прошел период быстрого усиления, а максимальный постоянный ветер увеличился до 54 м / с. 1 ноября шторм ещё усилился и достиг силы супертайфуна с максимальными постоянными ветрами в 80 м / с. На следующий день тайфун прошел между островами Рота и Тинитан Северных Марианских островов. После нескольких колебаний, с 5 ноября тайфун начал постепенно терять силу и ускорил движение на северо-восток. 8 ноября он превратился во внетропический циклон.
Несмотря на прохождение у островов, на одном из них сила ветра не превысила 47 м / с, однако и эти ветры привели к разрушениям. Было разрушено более 800 домов, а убытки составили 15 млн долларов США (по ценам 1997 года). О погибших в результате тайфуна не сообщалось, один человек был ранен.